# Sankt Jakob in Haus
Pour les articles homonymes, voir Sankt Jakob.
Sankt Jakob in Haus est une commune autrichienne du district de Kitzbühel dans le Tyrol.